# Klein Doortje
Klein Doortje ist ein deutscher Stummfilm aus dem Jahre 1917 von Friedrich Zelnik nach dem Roman Klein Dorrit von Charles Dickens.

## Handlung
Die Handlung des englischen Dickens-Klassikers aus dem 19. Jahrhundert wurde aus nachvollziehbaren Gründen in die Niederlande verlegt, da Großbritannien im Produktionsjahr 1917, während des Ersten Weltkriegs, Kriegsgegner des Deutschen Reiches war.
Die kleine Doortje, Tochter des verarmten Philipp van Hooft, der seinen Lebensabend in einem Versorgungshaus fristet, hat bei der alten Frau van Wagenaar, die sie aufgenommen hat, Unterschlupf gefunden. Hier hilft sie der Wirtschafterin so gut sie kann. Als Frau van Wagenaar hört, dass ihr einziger Sohn Geert in Begleitung eines indischen Edelmannes namens Batarama, dem er einst das Leben gerettet hatte, wieder nach Hause zurückkehrt, ist dies zu viel für ihr altes, schwaches Herz. Die Alte erleidet einen Schwächeanfall und sackt über dem Schreibtisch zusammen. Dabei wird ein Geheimfach geöffnet, in dem ein ominöses Schreiben aufbewahrt wurde. Das Schreiben besagt, dass die Wagenaars durch Testamentsunterschlagung unrechtmäßig zu ihrem großen Besitz gekommen sind und selbiger in Wahrheit dem am Hungertuch nagenden van Hooft (und damit letztlich auch Doortje) zustünde. Frau van Wagenaar ist entgeistert, hat sie doch von diesen Umständen bislang nichts geahnt. Die Alte will verhindern, dass ihr heißgeliebter Sohn Geert nunmehr als Bettelmann dasteht und verbrennt daraufhin das dekuvrierende Schreiben. Dies aber ist zu viel für ihr armes Herz, und sie sinkt tot in sich zusammen, den verkohlten Brief noch in ihren Händen.
Geert ist zutiefst betrübt und beweint zu seiner Mutter Füßen ihren Tod, als sein indischer Freund Batarama einen unverbrannten Teil des geheimnisvollen Schreibens findet. In diesem erhalten gebliebenen Abschnitt ist auch der Aufenthaltsort des unterschlagenen, die wahren Besitzverhältnisse klärenden Testaments verzeichnet. Auf Geerts Wunsch hin bleibt Doortje zunächst als Haushaltshilfe weiterhin im Hause Wagenaar tätig, während Geert der Testamentsangelegenheit nachspüren will. Er und Doortje kommen sich im Laufe der gemeinsamen Zeit näher, und beide jungen Leute verlieben sich ineinander. Doortje versucht, mit dem verdienten Geld ihren Vater, der noch immer im Versorgungshaus wohnt, finanziell unter die Arme zu greifen. Eines Tages aber geschieht ihr ein Missgeschick. Beim Aufhängen der Wäsche, zu dem sie eine brennende Kerze der besseren Sicht wegen mitgenommen hat, gerät die Wäsche unter dem Dach in Flammen und bald auch Teile der Holzkonstruktion. Geert und Batarama greifen ein, retten Doortje … und finden dabei ganz en passant auch das Versteck mit dem verschwundenen Testament. Diesem Schriftstück ist klar zu entnehmen, dass tatsächlich van Hooft der rechtmäßige Besitzer des vom Wagenaar-Vater angeeigneten Anwesens ist.
Von einem unbedingten Gerechtigkeitsgefühl übermannt, will Geert nicht länger Besitzer von etwas sein, was ihm nicht gehört und übergibt das Anwesen Philipp van Hooft. Geert will sich neuen Ufern zuwenden und beschließt, Maler zu werden. Der weise Inder Batarama weiß aber auch diesmal Rat und bringt die beiden füreinander entbrannten Herzen Doortjes und Geerts zusammen. Beide können nun heiraten, Vater und Tochter van Hooft sind in Wohlstand wieder vereint, und man kann zufrieden unter einem Dach leben. Der weise Inder aber wird auch in Zukunft über aller Beteiligten Glück wachen.

## Produktionsnotizen
Klein Doortje entstand im Fern Andra-Atelier in Berlins Chausseestraße 42, besaß vier Akte und passierte im Juli 1917 die Filmzensur. Ein Jugendverbot wurde ausgesprochen. Die Erstlänge (1917) betrug 1174 Meter. Bei der Neuzensur vom 28. September 1921 wurde eine längere Fassung von 1413 Metern Länge zugelassen. Die Uraufführung des Films fand am 7. September 1917 in Berlins Kammerlichtspielen statt. In Wien konnte man Klein Doortje erstmals am 21. September 1917 sehen. Dort besaß er eine Länge von rund 1600 Metern.

## Kritiken
„Reizende Bilder, die ein wahrhaft künstlerisches Können des Regisseurs verraten, machen uns mit dem idyllischen Leben und Treiben der Holländer bekannt und bieten eine wohltuende Abwechslung für den verwöhnten Geschmack des Publikums… Auch die Besetzung der Rollen ist sehr glücklich. Jeder Darsteller erfaßt seine Rolle voll und ganz und bringt sie zu lebendigem Ausdruck, namentlich entzückt uns aber die Hauptdarstellerin Lisa Weise, die allerliebste und schelmisch ist und ihre Rolle mit bezaubernder Ursprünglichkeit, so recht nach dem Sinne des berühmten Verfassers, durchführt.“

Paimann’s Filmlisten resümierte: „Stoff, Spiel und Photos sehr gut. Szenerie ausgezeichnet.“